# Tarnee White
Tarnee Renee White (Redcliffe (Queensland), 17 oktober 1981) is een Australische zwemster. Ze vertegenwoordigde haar vaderland op de Olympische Zomerspelen 2000 in Sydney, Australië en de Olympische Zomerspelen 2008 in Peking, China.

## Zwemcarrière
Bij haar internationale debuut, op de Pan Pacific kampioenschappen zwemmen 1999 in Sydney, eindigde White als zevende op de 100 meter schoolslag en werd ze uitgeschakeld in de halve finales van de 200 meter schoolslag. Tijdens de Olympische Zomerspelen van 2000 in Sydney eindigde de Australische als zevende op de 100 meter schoolslag. Samen met Giaan Rooney, Petria Thomas en Sarah Ryan zwom ze in de series van de 4x100 meter wisselslag, in de finale sleepte Thomas samen met Dyana Calub, Leisel Jones en Susie O'Neill de zilveren medaille in de wacht. Voor haar inspanningen in de series werd White beloond met de zilveren medaille.
In Fukuoka nam White deel aan de wereldkampioenschappen zwemmen 2001, op dit toernooi strandde ze in de halve finales van de 50 en de 100 meter schoolslag. Op de 4x100 meter wisselslag vormde ze samen met Clementine Stoney, Petria Thomas en Elka Graham een team in de series, in de finale veroverde Thomas samen met Dyana Calub, Leisel Jones en Sarah Ryan de wereldtitel. Voor haar inspanningen in de series ontving White de gouden medaille.
Tijdens de Gemenebestspelen 2002 in Manchester veroverde de Australische de bronzen medaille op de 50 meter schoolslag en eindigde ze als vierde op de 100 meter schoolslag. Op de Pan Pacific kampioenschappen zwemmen 2002 in Yokohama werd White uitgeschakeld in de halve finales van de 100 meter schoolslag.

### 2006-2009
Nadat White zich in 2003, 2004 en 2005 niet had weten te kwalificeren voor internationale toernooien keerde ze terug op het internationale podium tijdens de Gemenebestspelen 2006 in Melbourne. Op dit toernooi legde ze beslag op de bronzen medaille op de 50 meter schoolslag en eindigde ze als vierde op de 100 meter schoolslag.
Op de wereldkampioenschappen zwemmen 2007 in Melbourne eindigde de Australische als vierde op de 50 meter schoolslag en de 100 meter schoolslag. Samen met Emily Seebohm, Felicity Galvez en Jodie Henry zwom ze in de series van de 4x100 meter wisselslag. In de finale veroverde Seebohm samen met Leisel Jones, Jessicah Schipper en Libby Lenton de wereldtitel. Voor haar inspanningen in de series werd White beloond met de gouden medaille.
Tijdens de Olympische Zomerspelen van 2008 in Peking eindigde White als zesde op de 100 meter schoolslag. Op de 4x100 meter wisselslag vormde ze samen met Emily Seebohm, Felicity Galvez en Shayne Reese een team in de series, in de finale sleepte Seebohm samen met Leisel Jones, Jessicah Schipper en Libby Trickett de titel in de wacht. Voor haar inspanningen in de series ontving White de gouden medaille.
In de Italiaanse hoofdstad Rome nam de Australische deel aan de wereldkampioenschappen zwemmen 2009. Op dit toernooi eindigde ze als achtste op de 50 meter schoolslag, op de 100 meter schoolslag strandde ze in de halve finales.

## Internationale toernooien
| Jaar | Olympische Spelen                                                     | WK langebaan                                                                               | WK kortebaan  | Pan Pacifics                             | Gemenebestspelen                      |
| ---- | --------------------------------------------------------------------- | ------------------------------------------------------------------------------------------ | ------------- | ---------------------------------------- | ------------------------------------- |
| 1999 |                                                                       |                                                                                            | geen deelname | 7e 100 m schoolslag 13e 200 m schoolslag |                                       |
| 2000 | 7e 100 m schoolslag · 4x100 m wisselslag · White zwom enkel de series |                                                                                            | geen deelname |                                          |                                       |
| 2001 |                                                                       | 9e 50 m schoolslag · 9e 100 m schoolslag · 4x100 m wisselslag · White zwom enkel de series |               |                                          |                                       |
| 2002 |                                                                       |                                                                                            | geen deelname | 9e 100 m schoolslag                      | 50 m schoolslag · 4e 100 m schoolslag |
| 2003 |                                                                       | geen deelname                                                                              |               |                                          |                                       |
| 2004 | geen deelname                                                         |                                                                                            | geen deelname |                                          |                                       |
| 2005 |                                                                       | geen deelname                                                                              |               |                                          |                                       |
| 2006 |                                                                       |                                                                                            | geen deelname | geen deelname                            | 50 m schoolslag · 4e 100 m schoolslag |
| 2007 |                                                                       | 4e 50 m schoolslag · 6e 100 m schoolslag · 4x100 m wisselslag · White zwom enkel de series |               |                                          |                                       |
| 2008 | 6e 100 m schoolslag · 4x100 m wisselslag · White zwom enkel de series |                                                                                            | geen deelname |                                          |                                       |
| 2009 |                                                                       | 8e 50 m schoolslag 11e 100 m schoolslag                                                    |               |                                          |                                       |

## Persoonlijke records
Bijgewerkt tot en met 17 maart 2009

### Kortebaan
| Afstand         | Tijd    | Datum           | Plaats   |
| --------------- | ------- | --------------- | -------- |
| 50m schoolslag  | 30,26   | 26 april 2008   | Canberra |
| 100m schoolslag | 1.05,80 | 2 november 2007 | Sydney   |

### Langebaan
| Afstand         | Tijd    | Datum         | Plaats |
| --------------- | ------- | ------------- | ------ |
| 50m schoolslag  | 30,45   | 17 maart 2009 | Sydney |
| 100m schoolslag | 1.06,04 | 23 maart 2008 | Sydney |